# Bothrops neuwiedi
Bothrops neuwiedi este o specie de șerpi din genul Bothrops, familia Viperidae, descrisă de Johann Georg Wagler în anul 1824.

## Subspecii
Această specie cuprinde următoarele subspecii:
- B. n. bolivianus
- B. n. diporus
- B. n. goyazensis
- B. n. lutzi
- B. n. matogrossensis
- B. n. meridionalis
- B. n. neuwiedi
- B. n. paranaensis
- B. n. pauloensis
- B. n. piauhyensis
- B. n. pubescens
- B. n. urutu